# Pfarrkirche Zams

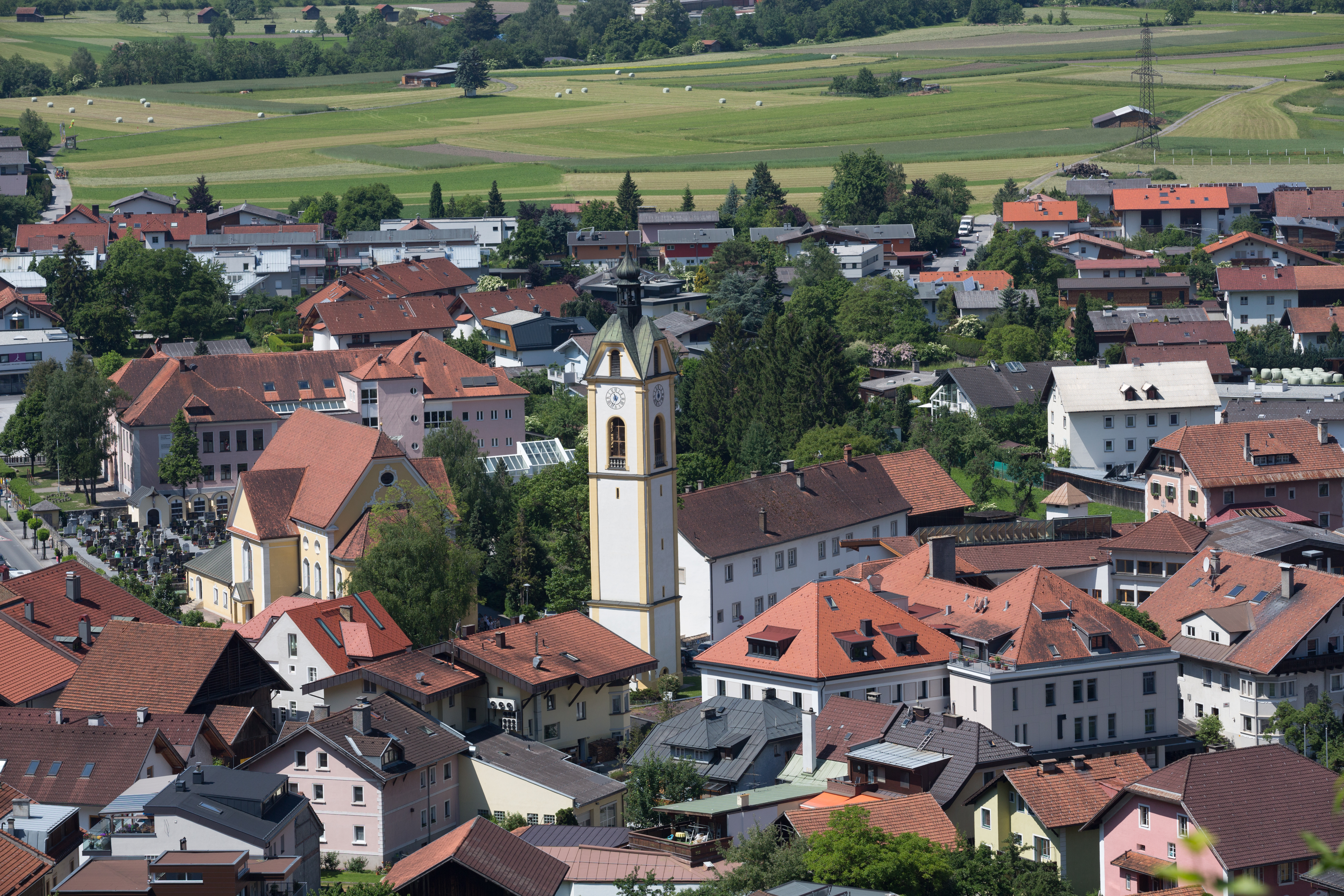
Katholische Pfarrkirche hl. Andreas in Zams

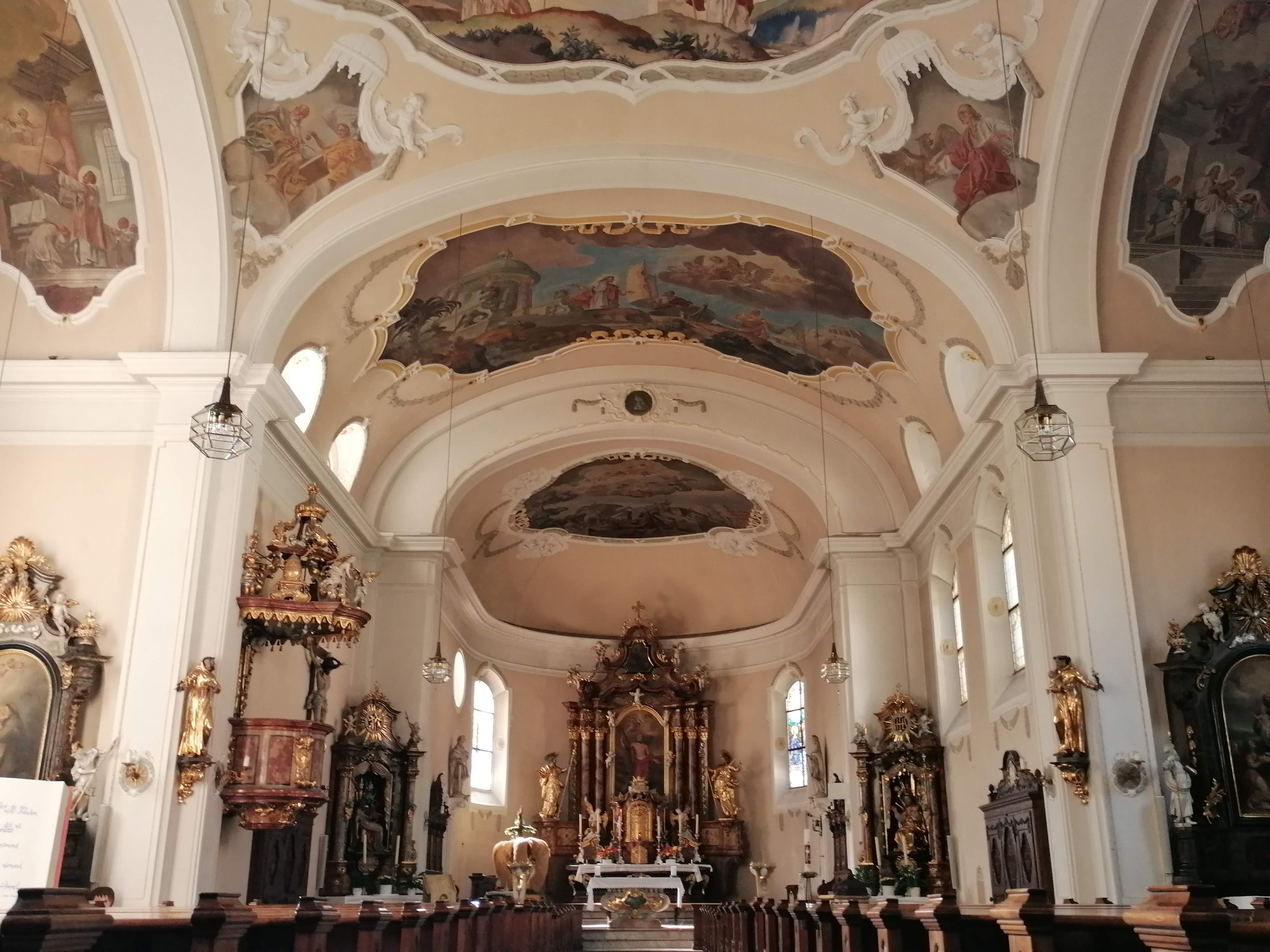
Langhaus, Blick zum Chor

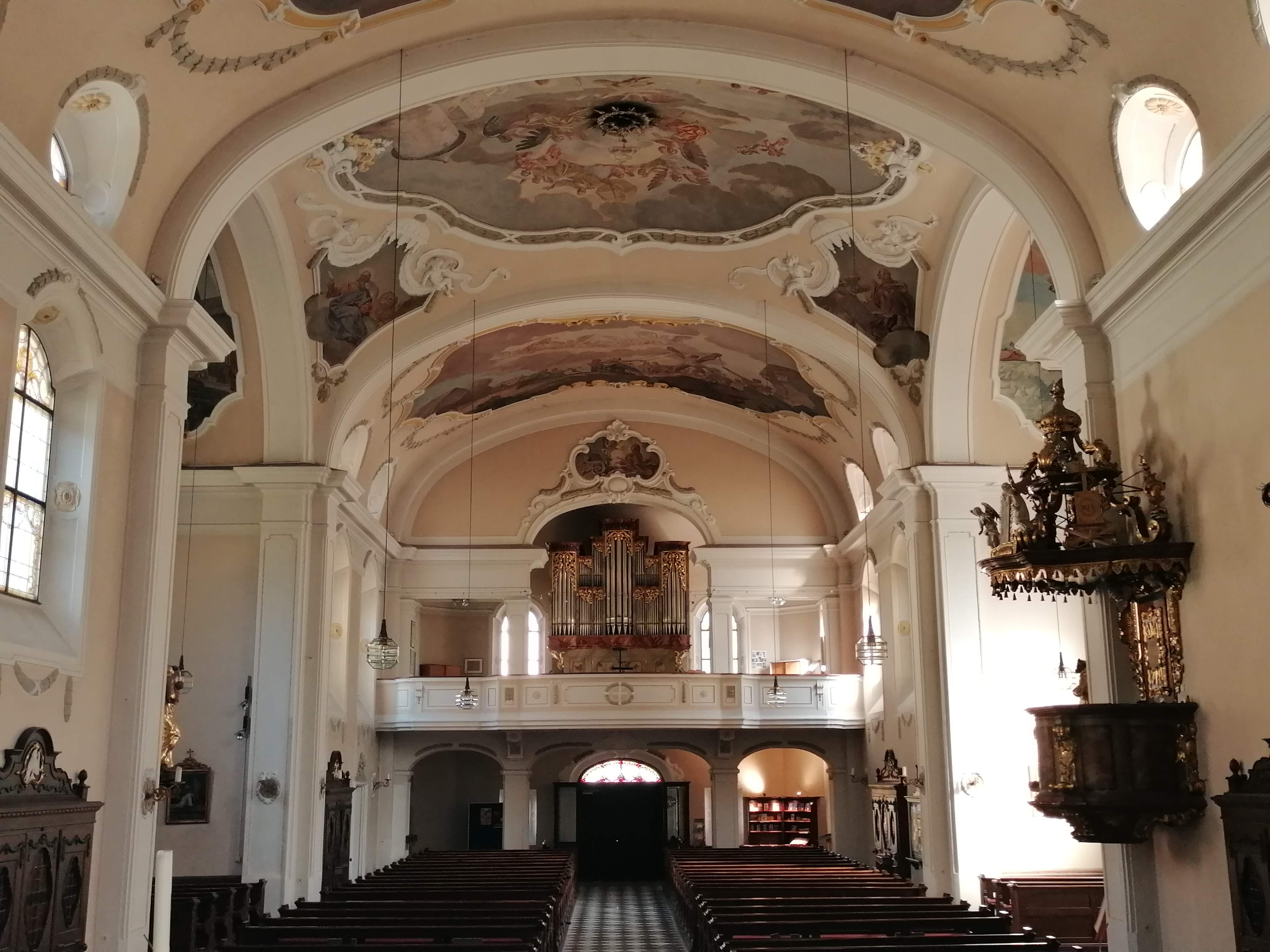
Langhaus, Blick zur Empore

Die römisch-katholische Pfarrkirche Zams steht in der Gemeinde Zams im Bezirk Landeck im Bundesland Tirol. Die dem Patrozinium des Heiligen Andreas unterstellte Pfarrkirche gehört zum Dekanat Zams in der Diözese Innsbruck. Die Kirche steht unter Denkmalschutz (Listeneintrag).

## Lagebeschreibung
Die Kirche steht auf dem Hauptplatz an der Hauptstraße im Gemeindezentrum von Zams. An den Kirchenbau schließt südwestlich ein Friedhof an.

## Geschichte
1271 wird erstmals urkundlich ein Pfarrer in Zams genannt. Wahrscheinlich wurde zu jener Zeit der Sitz der Urpfarre von Stanz bei Landeck nach Zams verlegt. Die heute bestehende Kirche wurde nach dem Dorfbrand von 1911 durch das Unternehmen Josef Huter & Söhne neu errichtet und 1913 eingeweiht. In den Jahren 1977/78 erfolgte eine Restaurierung der Kirche.

## Architektur
Außenbeschreibung
Die Kirche ist ein neobarocker Bau mit freistehendem Kirchturm. Der Kirchturm steht nordöstlich der Pfarrkirche frei auf dem Hauptplatz. Er stammt noch von der ursprünglichen Pfarrkirche aus dem 17. Jahrhundert und wurde nach dem Brand von 1764 erneuert. Die Turmspitze wurde um 1912 neu geschaffen. Der Kirchturm ist dreigeschoßig gegliedert, weist hohe rundbogige Schallfenster mit Balustraden auf. Darüber sind abgewalmte Giebel. Das Kirchturmdach ist als Faltdach mit Laterne und Zwiebelhelm ausgeführt.
Die Kirche ist ein Saalbau mit zentralem Querschiff und eingezogenem, rundbogig schließendem Chor. Dieser ist nach Südwesten ausgerichtet. Über dem Langschiff ist ein abgewalmtes Satteldach. Den Eingängen im Nordosten und an den Querschiffarmen sind Pfeilerportiken vorgestellt. Im Osten schließt ein Sakristeianbau an die Kirche an. Südlich befindet sich unter Arkaden das Kriegerdenkmal mit einem dreiteiligen Mosaik von Richard Kurt Fischer (Innsbruck) von 1968.
Innenbeschreibung
Das Langhaus ist dreijochig und weist noch ein zusätzliches Emporenjoch auf. Das Mitteljoch ist platzlgewölbt, die kurzen Querschiffe tonnengewölbt. Die restlichen Joche sowie der Chor sind korbbogentonnenüberwölbt. Die Fenster sind als Rundbogenfenster ausgeführt. Durch den Kircheninnenraum zieht sich ein umlaufendes Gesims. Die Oberlichten schneiden in das Gewölbe ein. Die Orgelempore ist dreiachsig und zweigeschoßig und ruht auf Pfeilern. Im Gewölbe sind Stuckmedaillons mit Empire-Motiven. Die Deckenbilder stammen von Toni Kirchmayr aus dem Jahr 1941.

## Ausstattung
Der barocke Hochaltar, die barocke Kanzel und die Seitenaltäre des Querschiffes wurden von Dekan Christian Strobl von der Alten Pfarrkirche Hötting angekauft (zwar mit den Statuen, jedoch ohne Altarblätter). Die vorderen Seitenaltäre sind Neuschöpfungen und wurden stilistisch an die übrigen Altäre angeglichen.
Der stattliche Hochaltar wurde bei der Renovierung 1941 verändert. Nachfolgende Arbeiten wurden durch Anton Beiler (Bildhauer), Josef Sailer (Faßmaler) und Hans Häupl (Vergolder), alle aus Innsbruck, ausgeführt: Nach beiden Seiten hin verbreitert, die Engel am Aufsatz mit Girlanden versehen und anders postiert, ein neuer Tabernakel und eine neue Mensa angebracht, das Altarbild mit Putten umrahmt und auf den vergrößerten Postamenten anstelle der alten Statuen die neu vergoldeten der Heiligen Joachim (links) und Josef von Nazaret (rechts) aus der Schwaighofkapelle aufgestellt. Das Altarbild des Pfarrpatrons spendete die Zammer Künstlerin Elisabeth Grissemann 1912. Das Gemälde ist mit „E. Grissemann n(ach) Schöpf 1912“ bezeichnet. Das verbrannte Vorbild stammt jedoch von Johann Georg Witwer aus dem Jahr 1792.
Der Antoniusaltar im südlichen Querschiff besitzt ein Altarblatt und stellt den hl. Antonius von Elisabeth Grissemann 1920 gestiftet, dar. Seitlich die barocken Statuen der Heiligen Thomas von Aquin (links) und Georg.
Am Aufsatz zwischen zwei schwebenden Putten sehen wir das Auge Gottes im Strahlenkranz.
Der Josefsaltar im nördlichen Querschiff, wie sein Pendant aus der alten Höttinger Kirche stammend, besitzt ein Altarblatt von Elisabeth Grissemann, 1920 gestiftet. Es stellt den hl. Josef von Nazaret mit Jesuskind dar. Die seitlichen barocken Statuen stellen die Heiligen Joachim (links) und Anna (rechts) dar. Am Aufsatz zwischen zwei schwebenden Putten sehen wir die Taube des hl. Geistes.
Die beiden vorderen Seitenaltäre beim Chorbogen sind den Höttinger Altären nachempfunden. Sie wurden 1936 und 1938 im Atelier des Anton Beiler entworfen, wobei die Bildhauerarbeit von Beiler selbst, die Faßmalerei von josef Sailer und die Tischlerarbeit von Max Peintner ausgeführt wurde. Auf den Altaraufsätzen zwischen jeweils zwei sitzenden Putten sehen wir am Linken das Marienemblem und am Rechten das Jesusemblem (JHS).
Die Pietà des linken Seitenaltares schuf Josef Bachlechner der Ältere aus Hall in Tirol 1907, die Herz-Jesu-Statue des rechten Seitenaltares Anton Beiler 1938.
Der Volksaltar und die beiden Amben wurden anlässlich der Restaurierung 1978 bis 1980 aufgestellt. Der Entwurf stammt von Wolfram Köberl, die Tischlerarbeiten von Hans Sarg und die Ornamentschnitzereien von Josef Plattner, beide aus Axams.
Die stattliche barocke Kanzel (3. Viertel 18. Jh.) besitzt einen prachtvollen Schalldeckel. Darauf sehen wir zwischen zwei adorierenden Engeln die Tafeln mit den zehn Geboten und das Lamm Gottes. Seitlich die Tiara mit den Schlüsseln (Papsttum), sowie ein Kreuz und ein Buch, darauf die griechischen Buchstaben Alpha und Omega (Α und Ω). Davor liegen Schwert und Palme (streitende bzw. siegende Kirche). Unten am Schalldeckel schwebt gleichsam über dem Prediger die taube des hl. Geistes. Auf der Kanzeltüre lesen wir in goldenen Lettern „Dein Wort ist Wahrheit“ (Joh. 17,17b).
Weitere Ausstattungsstücke:
Über den Eingängen zu den Sakristeien stehen zwei Konsolfiguren der sogenannten „Wetterherren“, die hll. Johannes und Paulus sind aus der Mitte des 18. Jahrhunderts.
An den Mittelpfeilern stehen ebenfalls auf Konsolen die Heiligen Franz von Assisi und Antonius von Padua aus der 2. Hälfte des 18. Jahrhunderts. Sie wurden 1941 dort angebracht.
Das Kruzifix zwischen Kanzel und Chor ist vom Ende des 18. Jahrhunderts.
Der Taufstein aus Sterzinger Marmor wurde vom Marmorwerk Eduard Hauser gefertigt.

## Freskenausstattung
Toni Kirchmayr schuf die Freskenausstattung in den Jahren 1940/41. Bei der Innenrenovierung 1978 bis 1980 wurden die Dekorationen teilweise übermalt.
Unter der Empore über dem Eingangsbereich sieht der Patriarch Jakob (Israel) im Traum eine Leiter vom Himmel zur Erde, auf der sich Engel auf- und abbewegen (Gen. 28,10-16).
Im hinteren Schiff ist das Martyrium des Hl. Andreas gemalt. Die Folterknechte richten das X-förmige Kreuz des Apostels auf.
Am Bogen über der Empore ist die Patronin der Kirchenmusik, die Hl. Cäcilia an der Orgel zu sehen.
In der Vierung weist Johannes der Täufer seine Jünger Andreas und Johannes, die die ersten Jünger Jesu werden sollten, auf Jesus hin (Joh 1,35-38)
Darüber schwebt auf einer Wolke thronend und von Engeln umgeben, Gottvater. In den Zwickeln sind die Evangelisten mit ihren Symbolen dargestellt.
Im Vorderschiff beruft Christus die Brüder Simon und Andreas, die eben vom Fischfang ans Ufer gekommen sind (Mt 4,18-20).
Im südlichen Seitengewölbe erscheint das Christuskind dem Antonius von Padua während der Messe und man sieht ihn den Fischen predigend.
Im nördlichen Seitengewölbe ist die heilige Familie in Nazareth und der Tod des hl Josef dargestellt.
Im Presbyterium ist Christus in seiner Glorie als König und Beschützer des Himmels und der Erde dargestellt.
Er sichert dem Landwirt eine gute Ernte, er tröstet die Kranken durch Vinzenz von Paul, betreut sie durch die Barmherzigen Schwestern, die auch das Krankenhaus gebaut haben und gerade dabei sind einen Neubau zu errichten.

## Orgel
Das Vorgängerinstrument war ein elektropneumatisches Instrument der Firma Rieger aus Jägerndorf und hatte zwei Manuale und einen Freipfeifenprospekt. Ursprünglich für die Vereinigten Staaten bestimmt, wurde es 1932 um 1742 Dollar erworben.
Das nunmehrige Instrument baute 2005 die Firma Pirchner aus Steinach am Brenner.
| I Hauptwerk C–g3 |               |       |
| 1.               | Bordun        | 16′   |
| 2.               | Prinzipal     | 8′    |
| 3.               | Portunalflöte | 8′    |
| 4.               | Viola         | 8′    |
| 5.               | Oktav         | 4′    |
| 6.               | Spitzflöte    | 4′    |
| 7.               | Quint         | 2 ⁄3′ |
| 8.               | Oktav         | 4′    |
| 9.               | Cornett       | 8′    |
| 10.              | Mixur         | 1 ⁄3′ |
| 11.              | Trompete      | 8′    |

| II Schwellwerk C–g3 |            |    |
| 12.                 | Copel      | 8′ |
| 13.                 | Spitzgamba | 8′ |
| 14.                 | Prinzipal  | 4′ |
| 15.                 | Rohrflöte  | 4′ |
| 16.                 | Waldflöte  | 2′ |
| 17.                 | Zimbel     | 1′ |
| 18.                 | Dulcian    | 8′ |
|                     | Tremulant  |    |

| Pedal C–f1 |            |     |
| 19.        | Subbass    | 16′ |
| 20.        | Oktavbass  | 8′  |
| 21.        | Choralbass | 4′  |
| 22.        | Posaune    | 8′  |
| 23.        | Bombarde   | 16′ |

- Koppeln: II/I, I/P, II/P

## Glocken
Das Geläute der Pfarrkirche von Zams umfasst sechs Glocken und stellt das größte Geläut im Bezirk Landeck dar. Es wurde im Jahre 1955 von der Glockengießerei Oberascher in Salzburg gegossen und am 5. Juni desselben Jahres durch den damaligen Diözesanadministrator und späteren Bischof der Diözese Innsbruck, Paulus Rusch geweiht. Die große Glocke musste aufgrund eines Risses bereits 1958 umgegossen werden.
Die Stimmung der Glocken lautet: h0 cis1 dis1 fis1 gis1 h1.
Sämtliche Glocken hängen seit der Sanierung des Kirchturms im Jahre 1985 in einem Stahlglockenstuhl an verkröpften Stahljochen.
Bis auf die kleinste Glocke haben alle anderen die in Tirol weit verbreiteten Klöppelfänger.